# Roderick MacKinnon
Roderick "Rod" MacKinnon (n. 19 februarie 1956, Burlington⁠(d), Massachusetts, SUA) este un chimist american, laureat al Premiului Nobel pentru chimie (2003).